# Moldova Occidentală

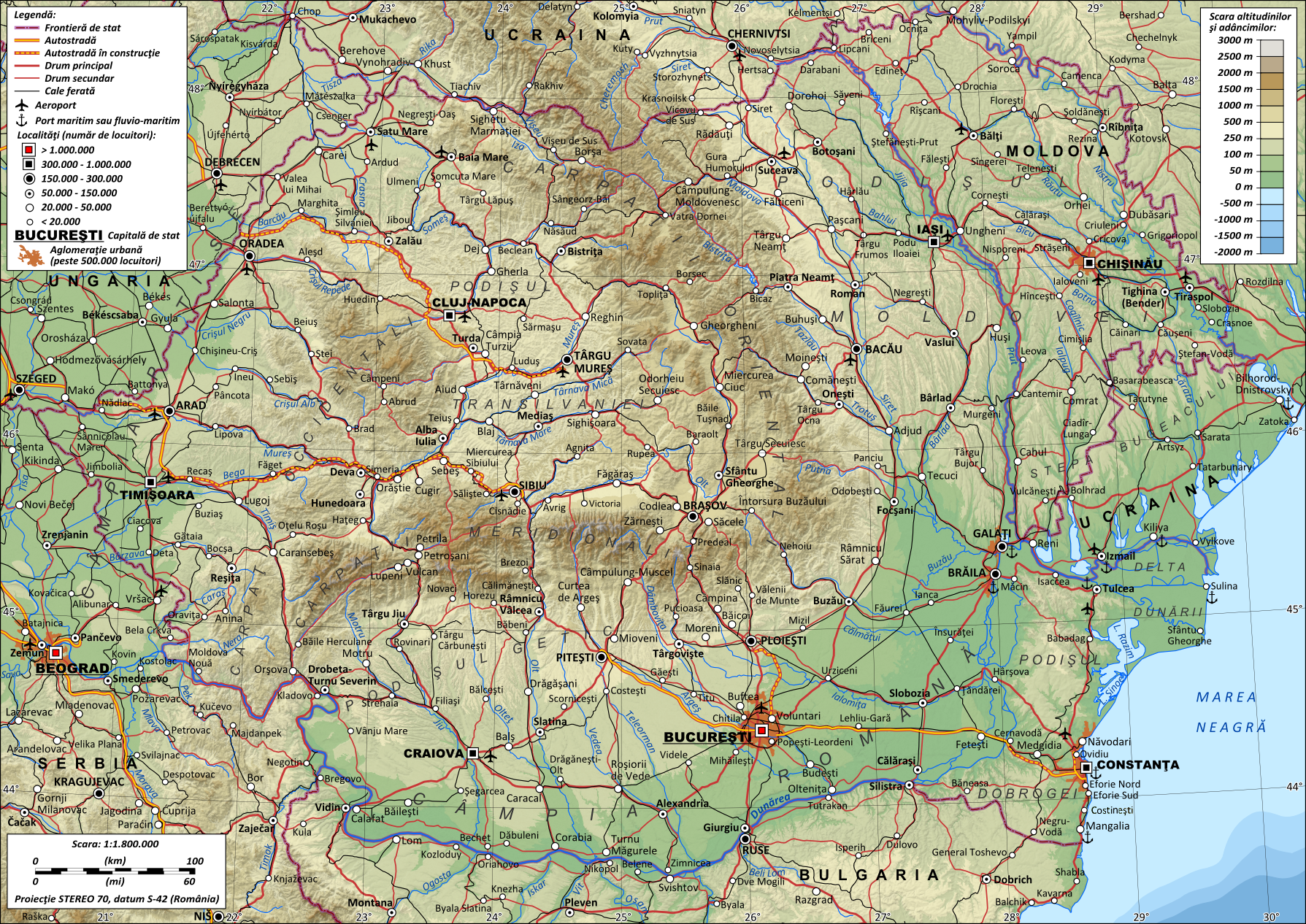
Arealul geografic al Moldovei Occidentale, situat între Prut și Carpații Orientali (Harta României)

Moldova Occidentală, de Apus sau de Vest este un areal geografic din Moldova, de 46.173 kmp, situat între Carpații Orientali și râul Prut, în vestul teritoriului inițial de 94.862 kmp, deținut de către vechiul Principat al Moldovei medievale între Carpații Orientali și fluviul Nistru.

## Caracteristici identitare ale conceptului

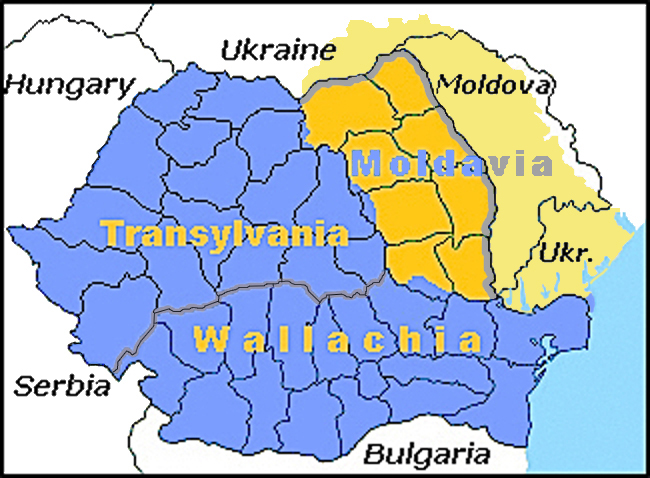
Regiunea istorică și geografică Moldova, cu entitățile administrative corespondente actuale suprapuse: partea din Moldova istorică inclusă României (Moldova Occidentală) apare într-un galben mai închis.

Conceptul a început să se contureze în urma Tratatului de la București din 1812, prin care arealul Principatului Moldovei a fost redus la o zonă geografică care, a inclus cea mai mare parte a Moldovei Occidentale, în timp ce partea orientală a fost atribuită Imperiului Rus.
În prezent, cea mai mare parte a acestui areal corespunde teritoriului nord-estic al României moderne, restul – extremitatea nordică a Moldovei Occidentale, aflându-se în componența statului Ucrainean.
Atribuirea denumirii de Moldova Occidentală spațiului istoric, localizat între Carpații Orientali și Prut a fost prezentă în literatura istorică românească sau cea demografică și antropologică încă din perioada interbelică, iar folosirea ei a fost reluată după căderea regimului comunist, inclusiv în utilizarea curentă. Tranșarea distincției geografice clare a spațiului respectiv (o dilemă în fond dat fiind contextul delicat politic și istoric al ultimelor două secole) este statutată în 2004 de către președintele „Comitetului European de Istorie și Strategie Balcanică” Jean Nouzille în lucrarea „Moldova: istoria tragica a unei regiuni europene”, denumirea fiind folosită ulterior oficial.

Județele interbelice ale Regatului României care până în 1938 erau considerate ca formând „Moldova”. Acest areal (în albastru) corespunde cu teritoriul rămas sub controlul principatului Moldovei după desprinderea „Bucovinei” (în 1775 de către Imperiul Austriac) și a „Basarabiei” (în 1812 de către Imperiul Rus).

Mentalul colectiv din România atribuie teritoriului corespunzător din România al Moldovei Occidentale denumirea de „Moldova” (simplu, spre deosebire de „Republica Moldova” – denumire atribuită actual statului al cărei teritoriu se suprapune în cea mai mare parte arealului estic al aceluiași principat medieval - Moldova Orientală).
Cu sens similar cu cel al Moldovei Occidentale se regăsește și termenul de „Moldova de Vest”, atât în perioada de început a secolului al XX-lea. cât și în epoca postcomunistă

### Estomparea identitară a Bucovinei
Denumirea de „Moldova” cu sensul de regiunea aflată în nord-estul României a apărut deosebit de „Bucovina” – denumirea mai târzie a nordului Moldovei desprins din Principatul Moldovei în 1775 și inclus Imperiului Austriac și de „Basarabia” – desprinsă din Principatul Moldovei în 1812 și inclusă Imperiului Rus.
Autori ca Ion Nistor, Nicolae Iorga și Mircea Grigoroviță au argumentat faptul că Bucovina a constituit inima politică și vatra etnografică a statului moldovenesc, însuși chiar partea cea mai „moldovenească” din Moldova, iar Mihai Eminescu a afirmat că este cea mai veche și cea mai frumoasă parte a acesteia.
Este de remarcat că procesul de dezorganizare al așezărilor umane inițiat odată cu pierderea de către statul român a jumătății nordice a Bucovinei în 1940, a făcut ca zona de influență a orașului Cernăuți – nucleul polarizator al întregii regiuni să fie mult redusă, iar sistemul urban din arealul sudic al regiunii să fie mult fragmentat. Includerea acestui areal împreună cu porțiuni semnificative din ceea ce se înțelegea la acea vreme prin Moldova (interbelică) în Regiunea Suceava (altă structură de tip macroteritorial) în 1950, a estompat mult specificul identitar bucovinean și a produs schimbări profunde la nivelul relațiilor funcționale dintre așezările umane, orașele Rădăuți, Câmpulung Moldovenesc și Fălticeni stabilizându-se la un nivel ierarhic inferior față de Suceava.
Estompată ușor în perioada 1918-1944, apartenența la aria culturală central-europeană – pe fondul ocupației sovietice și regimului comunist a fost pusă sub semnul întrebării în perioada 1944-1989. Pentru relațiile intraregionale, „opacitatea” frontierei româno-sovietice a fost un factor negativ, condițiile net restrictive de trecere ale acesteiea din epoca comunistă fiind un factor de descurajare a legăturilor cu populația din Bucovina de Nord.

### Controverse politice
Moldova Occidentală nu are în România un statut oficial. Există opinia că lipsa unui astfel de statut – în ceea ce privește intensificarea relațiilor dintre Republica Moldova și România prin intermediul societăților celor două state (după principiul Uniunii Europene „people to people”), ar fi un factor defavorabil pentru dezvoltarea lor reciprocă.
În mișcarea moldovenistă, faptul că locuitorii vorbitori ai limbii române din Moldova Occidentală sunt recenzați oficial ca „Români” pe când marea majoritate a celor din Republica Moldova sunt recenzați oficial ca „Moldoveni”, este folosit pentru a îi clasifica în două naționalități diferite.
Tot în mișcarea moldovenistă, noțiunea de Moldova Occidentală cuplată cu teoria identității moldovenești separată de cea română, a fost folosită ca argument pentru a promova ideia reunirii întregii Moldove sub controlul sovietic. Această idee este reluată de cercurile moldoveniste moderne care propun ca „federalizarea” promovată de cercurile filoruse în Republica Moldova să fie extinsă și în România. Astfel, mișcarea politică „Moldova Federativă” din Republica Moldova a propus în 2012 crearea unui nou stat în care să intre cinci „republici autonome moldovenești” sub „ocrotirea Federației Ruse”: Moldova Orientală (Regiunea autonomă Basarabia), Moldova Occidentală (fără Bucovina), Republica Moldovenească Pridnistreană („Transnistria”), Republica Găgăuzia și Republica Bucovina (este vorba de Bucovina de sud; cea de nord și Bugeacul, deja stăpânite de un stat slav, nu sunt incluse în această propunere conformă abordării imperiale panslaviste). Mișcării respective i s-au asociat în 2014 alte forțe politice de stânga precum și unele personalități, pentru a constitui o platformă politică bazată pe această idee.
La finalul celui de-al Doilea Război Mondial, în timpul negocierilor pentru pace, politicianul sovietic moldovean Nikita Salogor a a propus reunirea teritoriilor care au aparținut Principatului Moldovei, în Moldova Mare.

## Întindere
Teritoriul Moldovei de Vest inclus actual României, din punct de vedere administrativ corespunde aproximativ județelor Botoșani, Iași, Vaslui, Galați, Vrancea, Bacău, Neamț, Suceava (în sensul acelor de ceasornic). Suprafața cumulată a acestora este de 46,173 km², și populația este de 4.284.062 de locuitori (conform recensământul din 2011). Limitele acestor opt entități administrative nu corespund integral nici cu hotarele vechiului Voievodat al Moldovei și nici cu frontierele sau limitele regionale din secolul al XIX-lea sau prima jumătate a secolului al XX-lea. Astfel:
- localitățile Ghimeș-Făget și Poiana Sărată din Județul Bacău, Bicazu Ardelean, Bicaz-Chei și Dămuc din Județul Neamț, au făcut anterior parte din Ardeal;
- toate localitățile de la sud de râul Milcov din Județul Vrancea au făcut parte din Muntenia.
- în ceea ce privește județul Suceava, cea mai mare parte din acesta precum și satele Rogojești și Cândești (inclusiv fostul sat Gura Molniței) din județul Botoșani, au făcut parte din vechea Bucovină, în timp ce părțile sud-estică și sud-vestică din acest județ nu au fost bucovinene.
- localitatea Coșna din județul Suceava a fost anexată în 1769 de Imperiul Habsburgic, cu 6 ani înainte de anexarea Bucovinei, și până la Marea Unire a fost administrată ca parte a Transilvaniei, și nu a Bucovinei

Actual șase dintre județele Moldovei Occidentale sunt incluse în Regiunea de dezvoltare Nord-Est și două (Vrancea și Galați) în Regiunea de dezvoltare Sud-Est. 
Regiunile învecinate Moldovei Occidentale sunt:
- în nord: Bucovina de Nord, ținutul Herței și ținutul Hotinului (respectiv Regiunea ucraineană Cernăuți);
- în est: Moldova Orientală (Basarabia, respectiv Republica Moldova);
- în sud: Dobrogea și Muntenia;
- în vest: Transilvania și Maramureșul.